# Rauvolfia biauriculata
Rauvolfia biauriculata är en oleanderväxtart som beskrevs av Müll. Arg.. Rauvolfia biauriculata ingår i släktet Rauvolfia och familjen oleanderväxter. Inga underarter finns listade i Catalogue of Life.